# Rúa (Arteijo)
Rúa es una aldea española situada en la parroquia de Larín, del municipio de Arteijo, en la provincia de La Coruña, Galicia.

## Demografía
| Gráfica de evolución demográfica de Rúa entre 2000 y 2018 |
|                                                           |
| Datos según el nomenclátor publicado por el INE.          |